# عادل فهيم
عادل  فهيم (1983 المغرب) هو لاعب كرة قدم مغربي.

## روابط خارجية
- عادل فهيم على موقع قاعدة بيانات كرة القدم.إي يو (الإنجليزية)